# Ibrahim Hananu
Ibrahim Hananu o Ibrahim Hanano (àrab: إبراهيم هنانو, Ibrāhīm Hanānū) (Kafr Takharim, 1869-Alep, 1935) va ser un funcionari municipal otomà i, posteriorment, el líder d'una revolta contra els francesos al nord de Síria. Havia estat educat a Istanbul i era membre d'una notable família de terratinents kurds originaris del nord de Síria.

## Primers anys i educació
Hananu va néixer a Kafr Takharim, un terreny de cultiu de l'olivera a la zona oest d'Alep i es va criar a Alep. Va estudiar a l'Escola Imperial a Alep i va continuar els seus estudis a la Acadèmia Otomà de Lleis de la prestigiosa Escola Mülkiye a Constantinoble. Com a estudiant es va incorporar al Comitè Unió i Progrés, l'òrgan polític que més tard va esdevenir protagonista en la Revolució dels Joves Turcs de 1908.

## Carrera i opinions
Després de la graduació, Hananu breument va ensenyar a l'acadèmia militar. Més tard es va incorporar a la burocràcia de l'Imperi Otomà, només per retirar-se al cap de poc temps a gestionar les seves finques. Una font siriana del temps de la República Àrab Unida indica que després d'haver abraçat el nacionalisme quan va esclatar la Revolta Àrab el 1916, Hananu es va incorporar a l'exèrcit àrab de Faisal I i va entrar a Alep amb els aliats el 1918. També es suposa que va adherir a la societat secreta nacionalista al-Fatat, tot i que no hi ha cap evidència que ho corrobori. Juntament amb molts destacats comerciants a Alep, Hananu es va associar amb la Lliga de Defensa Nacional i el Club Àrab d'Alep.
Especialment després de les decisions del mandat francès el març de 1922, les elits d'Alep van convergir al voltant de Hananu com líder patriòtic de la resistència musulmana als francesos que havia esclatat amb ajut turc ja abans de les negociacions franco-turques de 1921.
La revolta d'Hahanu es va iniciar a la tardor de 1919, en les terres que envolten Alep, quan l'exèrcit francès van desembarcar a la costa Siriana i es va preparar per ocupar tots Síria, Hananu va iniciar la seva revolta, atacant Alep, Idlib i Antioquia en una campanya coordinada contra les forces franceses. Hananu va ser responsable del desarmament de moltes de les tropes franceses, la destrucció dels ferrocarrils i de les línies de telègraf, el sabotatge de tancs i va frustrar l'atac francès a Alep. Va rebre ajudes del moviment nacionalista turc de Mustafa Kemal Atatürk, que estava lluitant contra l'exèrcit francès de la zona de Llevant pel control de Cilícia i el sud d'Anatòlia. Amb la retirada de l'assistència militar turca després de la signatura del Acord Franklin-Bouillon a l'octubre de 1921, Hananu i els seus homes, ja no podien sostenir la revolta, i la seva lluita es va ensorrar. Malgrat el fracàs de la revolta, l'organització de les zones del nord de Síria amb ajut turc fou interpretat com un prototip per a l'auto-govern de Síria com Hananu i altres Sirians havien construït en els últims anys. Molt recent historiografia siriana considera la rebel·lió d'Hananu com la primera d'una àmplia sèrie de revoltes coordinades revoltes, incloent-hi la gran revolta de 1925 contra l'ocupació francesa.
Per Hananu, l'estat Otomà, l'Islam i la modernitat no eren mútuament excloents; com d'altres de la seva classe i nivell educatiu, com un "Home Nou", el seu habitus girava al voltant de l'èxit de la unificació i la continuada harmonització d'aquests conceptes clau en la vida pública i personal. Els esforços de Hananu van confirmar el que era un problema per a ell i altres com ell en la lluita contra els francesos: era el control polític i un sentit profund de la seva adhesió a la terrac, però també la seva dignitat professional, l'ambició personal i un sentit modern de l'acte.
Hananu va continuar jugant un paper actiu en el moviment nacionalista de Síria. Va ser un dels fundadors del Bloc Nacional, que va sorgir de la conferència de Beirut de l'octubre de 1927 i que va lluitar per la lluita d'independència a Síria fins a la seva consecució dinou anys més tard. Va ser membre del Consell Permanent del Bloc Nacional i director del seu buró polític. El 1928, Hananu va ocupar un escó a l'Assemblea constituent que va redactar la primera constitució republicana per a Síria. En la dècada de 1930, va afirmar la seva fama de membre de la línia dura, negant-se a negociar amb els francesos fins que es van comprometre a la completa i incondicional independència de Síria.

## Mort i llegat
Hananu va morir l'any 1935 a Alep. És considerat com un dels més famosos guerrers i herois de la resistència contra els francesos. Després de la mort de Hananu, la seva casa a Alep va ser utilitzat pels nacionalistes sirians com a "casa de la nació." El seu nebot, Omar al-Sibai, va ser un dels líders comunistes a Síria.